# ミスッカル
ミスッカル（韓国語：미숫가루、ミスカルとも）は、米粉・麦粉（はったい粉）・豆粉などを蒸したり炒めたりしたものを粉にして混ぜ合わせた韓国の伝統食品。ミシッカル（미싯가루）とも。
水や湯、牛乳などで溶いて、好みで蜂蜜や砂糖を加えて朝食や間食に飲まれる。これをミス（미수）という。
家庭で簡単に作ることができるので夏の家庭用飲料や戦乱時の非常食として使用されてきた。
近年韓国では健康ブームにあやかって禅食（선식）という名で従来の材料に加え、鳩麦、玄米、玉蜀黍、黒米、黒豆、胡麻、荏胡麻、山芋、青菜、抹茶、落花生、胡桃、栗、銀杏、昆布、松葉、よもぎなどが個人の体質や季節、体調に合わせて配合されて高級デパートなどで販売されるようにもなった。